# Курганная гипотеза

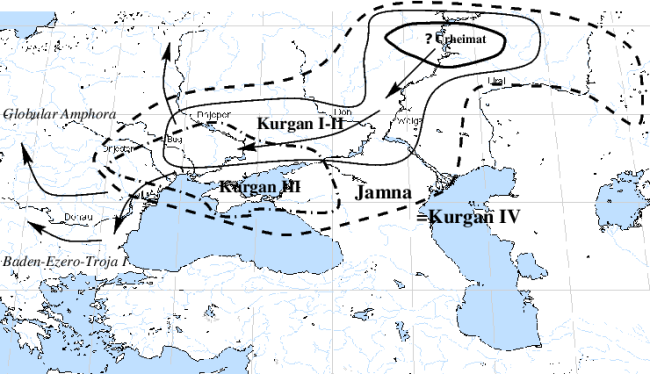
Обзор курганной гипотезы

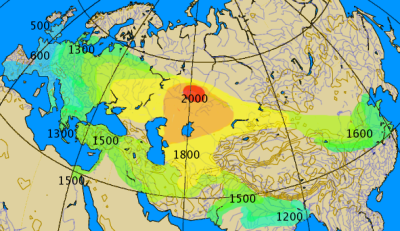
Распространение колесниц (указаны годы до н.э.)

Курганная гипотеза («степная гипотеза», «восточноевропейская гипотеза») — гипотеза, согласно которой прародиной носителей праиндоевропейского языка являются причерноморские степи эпохи энеолита (среднестоговская, хвалынская, ямная археологические культуры).
В основе курганной гипотезы лежат взгляды, высказанные ещё в конце XIX века европейскими исследователями Виктором Геном и Отто Шрадером. В современном виде она была предложена американской исследовательницей литовского происхождения Марией Гимбутас в 1956 году с целью объединения данных археологии и лингвистики о местонахождении прародины носителей праиндоевропейского языка.  
Гипотеза является наиболее популярной в отношении происхождения праиндоевропейского языка. 
Гипотеза оказала значительное влияние на изучение индоевропейских народов.

## Обзор
Курганная гипотеза прародины праиндоевропейцев подразумевает постепенное распространение «курганной культуры», охватившей в конце концов все причерноморские степи. Последующая экспансия за пределы степной зоны привела к появлению смешанных культур, таких, как культура шаровидных амфор на западе, кочевых индо-иранских культур на востоке и переселению протогреков на Балканы примерно в 2500 году до н. э.
Одомашнивание лошади и позднее использование колесниц сделало курганную культуру мобильной и расширило её на весь регион «ямной культуры». В курганной гипотезе считается, что все причерноморские степи были прародиной праиндоевропейцев и по всему региону говорили на поздних диалектах праиндоевропейского языка. Область на Волге, помеченная на карте как Urheimat (с нем. «прародина»), обозначает местоположение самых ранних следов коневодства (Самарская культура, но см. среднестоговская культура), и, возможно, относится к ядру ранних праиндоевропейцев или пра-праиндоевропейцев в V тысячелетии до н. э.

## Этапы распространения

### Версия Гимбутас

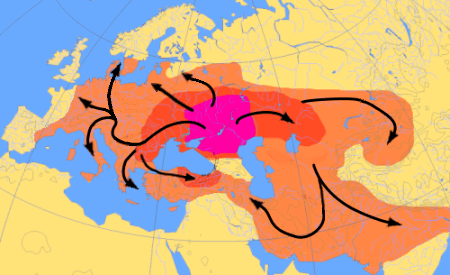
Карта миграций индоевропейцев с приблизительно 4000 по 1000 год до н. э. в соответствии с курганной моделью. Анатолийская миграция (отмеченная прерывистой линией) могла иметь место через Кавказ или Балканы. Пурпурная область обозначает предполагаемую прародину (Самарская культура, Среднестоговская культура). Красная область означает область, населённую индоевропейскими народами к 2500 до н. э., а оранжевая — к 1000 до н. э.

Исходное предположение Гимбутас идентифицирует четыре этапа развития курганной культуры и три волны распространения.
- Курган I, регион Днепр/Волга, первая половина IV тысячелетия до н. э. Очевидно, произошла от культур волжского бассейна, подгруппы включали самарскую культуру и культуру Сероглазово.
- Курган II—III, вторая половина IV тысячелетия до н. э.. Включает среднестоговскую культуру в Приазовье и майкопскую культуру на Северном Кавказе. Каменные круги, ранние колесницы, антропоморфные каменные стелы или идолы.
- Курган IV или ямная культура, первая половина III тысячелетия до н. э., охватывает весь степной регион от реки Урал до Румынии.

- I волна, предшествующая этапу Курган I, экспансия с Волги на Днепр, приведшая к сосуществованию культуры Курган I и культуры Кукутени (трипольская культура). Отражения этой миграции распространились на Балканы и вдоль Дуная на культуры Винча и Лендьел в Венгрии.
- II волна, середина IV тысячелетия до н. э., начавшаяся в майкопской культуре и породившая в дальнейшем курганизованные смешанные культуры в северной Европе около 3000 года до н. э. (культура шаровидных амфор, баденская культура и, безусловно, культура шнуровой керамики). По мнению Гимбутас, это стало первым появлением индоевропейских языков в западной и северной Европе.
- III волна, 3000—2800 год до н. э., распространение ямной культуры за пределы степи, с появлением характерных могил на территории современной Румынии, Болгарии и восточной Венгрии.

### Версия Кортландта

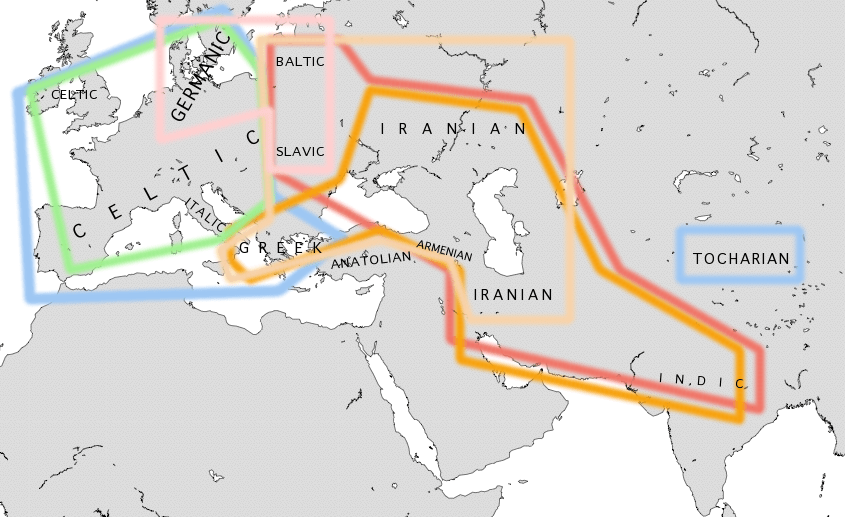
Индоевропейские изоглоссы: регионы распространения языков группы кентум (синий цвет) и сатем (красный цвет), окончаний *-tt- > -ss-, *-tt- > -st- и m-

Фредерик Кортландт считает, что Гимбутас исходит из археологических данных, подгоняя лингвистические факты под уже готовую схему. Он предлагает обратный путь — начать с лингвистических процессов и найти им археологическое подтверждение. Первую волну по Гимбутас (4400-4200 гг. до н. э.) он связывает с отделением анатолийского праязыка, вторую (3400-3200 гг. до н. э.) — греко-фригийского, третью (3000-2800 гг. до н. э.) — армяно-фракийского. Индо-анатолийскую и собственно индоевропейскую стадию он соотносит с началом и концом культуры Среднего Стога. В 2022 году к схожему мнению пришли Г. Кронен с соавторами, выяснив, что для индо-анатолийского праязыка реконструируется немногочисленная земледельческая лексика, что совпадает с археологическими следами зачаточного земледелия в среднестоговской культуре. 
В таком случае хвалынская культура на Средней Волге и майкопская культура на Северном Кавказе не могут быть отождествлены с носителями праиндоевропейского языка. Любое предположение, идущее за пределы культуры Среднего Стога, касается связей индоевропейской семьи языков с другими языковыми семьями. Учитывая типологическое сходство праиндоевропейского языка с северо-западными кавказскими языками, Кортландт считает индоевропейскую семью одной из ветвей индоуральских языков, трансформированной влиянием кавказского субстрата. Такой взгляд располагает ранних предков носителей праиндоевропейского языка севернее Каспийского моря в седьмом тысячелетии до н. э., что не противоречит теории Гимбутас.

### Версия Энтони
В своей книге «Лошадь, колесо и язык» (2007) антрополог Дэвид Энтони предлагает «пересмотренную степную теорию». Он считает термин «курганная культура» настолько неточным, что он бесполезен, и вместо этого использует в качестве точки отсчета ямную культуру и её связь с другими культурами. Он указывает:
Курганная культура была определена настолько широко, что в это определение могла быть включена почти любая культура с курганами или даже без них (как баденская).
Он не включает майкопскую культуру в число тех, которые он считает индоевропейскими, и вместо этого предполагает, что майкопцы говорили на кавказском языке.
Три миграционных волны из степей по Гимбутас он соотносит с тремя ветвлениями индоевропейского древа, созданного Дональдом Ринджем с соавторами на основании глоттохронологических вычислений:
- 4400-4200 гг. до н. э.: отделение анатолийской группы (Чернавода I);
- 3300-3000 гг. до н. э.: отделение тохарской группы (афанасьевская культура);
- 3000-2800 гг. до н. э.: отделение италийской, кельтской и, возможно, германской групп (поздняя баденская культура, Чернавода III, усатовская культура)

Глоттохронологические подсчёты Алексея Касьяна с соавторами приходят к похожим выводам:
- отделение анатолийских языков: 4139–3450 гг. до н. э.
- отделение тохарских языков (афанасьевская культура): 3727–2262 гг. до н. э.
- распад германо-кельто-италийского языкового единства (традиция колоколовидных кубков): 2655–1537 гг. до н. э.
- распад балтославянско-индоиранского языкового единства (культура боевых топоров и шнуровой керамики): 2723–1790 гг. до н. э.
- распад индоиранского языкового единства (синташтинская культура): 2044–1458 гг. до н. э.

## Хронология
- 4500—4000: Ранние индоевропейские языки. Культуры Среднего Стога, Днепр-Донец и Самара, одомашнивание лошади (I волна).
- 4000—3500: Ямная культура, прототипы курганов и майкопская культура на северном Кавказе. Индо-хеттские модели постулируют отделение прото-анатолийцев до этого времени.
- 3500—3000: Средние индоевропейские языки. Ямная культура, как её вершина, представляет классическое реконструированное Праиндоевропейское общество, с каменными идолами, ранними колесницами, доминирующим скотоводством, однако и с постоянными поселениями и городищами вдоль рек, существующими за счёт растениеводства и рыбной ловли. Контакт культуры ямных захоронений с культурами поздней неолитической Европы привёл к появлению «курганизованных» культур шаровидных амфор и Баден (II волна). Майкопская культура является самым ранним из известных местом начала бронзового века, и бронзовое оружие и артефакты появляются на территории ямной культуры. Предположительно ранняя сатемизация.
- 3000—2500: Поздние индоевропейские языки. Ямная культура распространяется по всей причерноморской степи (III волна). Культура шнуровой керамики распространяется от Рейна до Волги, что соответствует поздней стадии индоевропейской общности, в ходе которой вся «курганизованная» область распалась на независимые языки и культуры, остававшиеся, однако, в контакте, обеспечивавшем распространение технологий и ранние межгрупповые заимствования, исключая анатолийскую и тохарскую ветвь, которые были изолированы от этих процессов. Возникновение изоглоссы кентум-сатем предположительно прервало их, но фонетические тенденции сатемизации оставались активными.
- 2500—2000: Закончено преобразование местных диалектов в протоязыки. На Балканах говорили на прото-греческом, в андроновской культуре севернее и северо-восточнее Каспия на прото-индоиранском. Бронзовый век достиг Центральной Европы с культурой колоколовидных кубков, вероятно составленной различными кентум-диалектами. Таримские мумии, возможно, относятся к культуре прото-тохарцев.
- 2000—1500: Катакомбная культура севернее Чёрного моря. Изобретена колесница, что привело к расколу и быстрому распространению иранцев и индо-ариев из Бактрийско-маргианского археологического комплекса в Среднюю Азию, северную Индию, Иран и восточную Анатолию. Прото-анатолийцы раскололись на хеттов и лувов. Пра-протокельты унетицкой культуры имели развитую металлообработку.
- 1500—1000: Северный бронзовый век выделил пра-протогерманцев, и (пра)-протокельтов. В Центральной Европе возникли культуры полей погребальных урн и Гальштаттская культура, начавшие Железный век. Миграция прото-италийцев на Италийский полуостров (Стела Баньоло). Сложение гимнов Ригведы и подъём ведийской цивилизации в регионе Пенджаб. Микенская цивилизация — начало Греческой тёмной эры.
- 1000 до н. э.—500 до н. э.: Кельтские языки распространяются по Центральной и Западной Европе. Протогерманцы. Гомер и начало классической античности. Ведийская цивилизация даёт начало Махаджанападам. Заратустра создаёт Гаты, подъём империи Ахеменидов, сменившей Элам и Вавилон. Разделение прото-италийского языка на оскско-умбрские языки и латино-фалискские языки. Развитие греческого и древнеиталийского алфавитов. В южной Европе говорят на различных палеобалканских языках, вытеснивших автохтонные средиземноморские языки. Анатолийские языки вымирают.

## Генетика
В 2015 году в журнале Nature была опубликована статья Вольфганга Хаака, Дэвида Райха и еще 37 авторов под названием «Massive migration from the steppe was a source for Indo-European languages in Europe» («Массивная миграция из степи была источником индоевропейских языков в Европе»). Авторы выявили, что в захоронениях ямной культуры в приволжских степях оказалась исключительно гаплогруппа R1b, и зная, что в современной Европе тоже преобладает гаплогруппа R1b, они сделали вывод, что представители ямной культуры «массивной миграцией» прибыли на запад, в Европу, принесли туда свою гаплогруппу R1b и с ними индоевропейские языки.
Вышедшая одновременно в том же журнале статья Мортена Аллентофта с соавторами представила результаты работы конкурирующей группы генетиков, подтвердив вывод группы Хаака и Райха о крупномасштабных миграциях, связанных с предполагаемым распространением индоевропейских языков в раннем бронзовом веке.

## Критика
Согласно этой гипотезе реконструированные лингвистические данные подтверждают, что индоевропейцы были наездниками, использовавшими колющее оружие, могли без труда пересекать большие пространства и делали это в Центральной Европе в пятом-четвёртом тысячелетии до н. э. На технологически-культурном уровне курганные народы находились на уровне пастушества. Колин Ренфрю считал, что оснащённые воины появились в Европе только на рубеже второго-первого тысячелетий до н. э., что не могло произойти в случае, если курганная гипотеза верна и индоевропейцы появились там на 3000 лет раньше.
На лингвистической основе гипотеза подверглась критике со стороны Катрин Крелль (1998), которая обнаружила расхождение между терминами, найденными в реконструированном индоевропейском языке и культурным уровнем, установленным раскопками курганов. Например, Крелль установила, что индоевропейцы имели земледелие, в то время как курганные народы были якобы только скотоводами.
Курган, как элемент погребального обряда, возник в среднестоговской культуре, а позднее был заимствован носителями других культур. Вероятно, также из Среднего Стога были позаимствованы и обычай посыпать умерших охрой и шнуровая орнаментация керамики. Экспансия племен Среднего Стога из украинских степей на Балканы и возникновение тут ряда производных культур, таких как Чернаводэ, Езеро, Баденская культура предшествовали экспансии сюда племен ямной культуры как минимум на 1000 лет. В модифицированных версиях курганной гипотезы эта миграция связывается с отделением анатолийских языков.
Л. С. Клейн критикует гипотезу, отмечая, что Гимбутас разместила в своей исходной «курганной культуре» порядка двенадцати культур России и Украины (репинскую, хвалынскую, ямную, северокавказскую, несколько катакомбных и др.): основанием служит погребение ими мёртвых под курганом. Но тогда, по мнению Клейна, это становится аргументом для причисления и ряда культур Центральной Европы (культуру воронковидных кубков, культуры шнуровой керамики и др.), чего Гимбутас, по мнению учёного, и придерживалась, выводя все их из своей «курганной» культуры, что попросту противоречит хронологии.

## Современные сторонники
- Адамс, Дуглас Квентин — лингвист
- Кристиансен, Кристиан — археолог
- Мэллори, Джеймс Патрик — археолог
- Хаак, Вольфганг — генетик
- Энтони, Дэвид — археолог